# Phyllachora detecta
Phyllachora detecta är en svampart som beskrevs av Petr. 1948. Phyllachora detecta ingår i släktet Phyllachora och familjen Phyllachoraceae.   Inga underarter finns listade i Catalogue of Life.